# 廖鳴歐
廖鳴歐字伯鵬，（1902年4月—1949年），廣東省興寧縣刁坊鎮人。雲南講武堂步兵科十五期畢業。

## 生平
歷任李福林、李濟深、張民達部教練、營附、營長等職。後擢升徐景唐部第五軍之團、旅長兼潮梅警備司令。1929年因反蔣失敗出走日本、法國、德國。九一八事變後任十九路軍七十八師參議、第四軍五十九師參謀長等。1937年秋在薛岳第一兵團司令部兵團副參謀長，1938年7月授少將銜，1939年調任湖南軍管區副司令和耒陽警備司令。隨後任廣州日本戰俘管理處處長。1948秋任惠州行政督察專員兼保安司令，1949年6月3日被處決，1950年中共建政後被追認為「革命烈士」。

### 書籍
- 《国民党败将沉浮录 - 第 1 卷 - 第 598 頁》